# Misodendrum punctulatum
Espèce
Misodendrum punctulatum est une espèce de plantes à fleurs de la famille des Misodendraceae. C'est un arbrisseau semi-parasite endémique d'Amérique du Sud.